# ボンバーマン (ファミリーコンピュータ)
『ボンバーマン』（BOMBER MAN）は、1985年（昭和60年）12月20日にハドソンがファミリーコンピュータ（以下FC）用ソフトとして発売したアクションゲームである。

## 概要
8ビットパソコン用ゲーム『爆弾男』を基に家庭用にアレンジして発売したゲームソフトで、『ボンバーマンシリーズ』の第一作目である（初代ボンバーマン、元祖ボンバーマンとも呼ばれる）。FCロムカセット版は同社のFC版『バイナリィランド』と同日に発売されており、当時のテレビCMでも「バイナリィランドと同時発売」と強調されていた。
翌年にはBEE CARD対応作品として『ボンバーマンスペシャル』のタイトル名でMSXにも移植されている。タイトル名に「スペシャル」と付いているのは、先述の『爆弾男』が『ボンバーマン』の題でMSXに既に移植されていたためと思われる。
2004年にファミコンミニのラインナップとしてゲームボーイアドバンス用に復刻されたほか、2005年にはハドソンベストコレクション Vol.1にも収録された。また、Palmにも移植された。
本作はFC版『ロードランナー』のプロローグ的なストーリーとなっており、主人公のボンバーマンはロードランナーの主人公ランナーくんの過去の姿という設定である。それに関連してか、本作のボンバーマンのドットはロードランナーに登場する敵ロボットのドットに近いデザインとなっている。
本作はFC版ロードランナーとの関連性はあるものの、バンゲリング帝国シリーズには含まれない。

## ストーリー
ロードランナーの主人公ランナーくんは、昔は地底王国で造られたロボットであり、ボンバーマンと呼ばれていた。ボンバーマンは地下迷宮で他のロボットたちと同じように爆弾を製造する仕事をしていたが、彼は悪の手先として働かされる毎日が嫌で嫌でたまらなかった。ある日、ボンバーマンは地上に脱出すれば人間になれるといううわさを耳にする。ボンバーマンは人間になるため、地上への脱出を決意した。しかし、ボンバーマンの脱獄を阻止するため、たくさんの敵が追いかけてくる。ボンバーマンは唯一の武器である、自身の作った爆弾を駆使して地上に脱出し、人間になることができるだろうか。

## ゲームシステム
ステージは2画面分の広さがあり、横スクロールする。全50面。
方向キーで移動し、Aボタンで爆弾を設置する。爆弾は一定時間で爆発し、十字に爆風が飛ぶ。また、リモコンを取った場合はBボタンで任意に爆弾を爆破することができる。
プレイヤーはボンバーマンを操作し、ソフトブロック（破壊可能なブロック。「レンガ」とも呼ばれる。）を爆弾で壊しつつ、ステージ上の敵を倒していく。ブロックの中には出口の扉とアイテムがひとつずつ隠されており、アイテムを取るとボンバーマンがパワーアップする。なお、出口やアイテムに爆風を当てるとそこから敵が大量に出現する。画面の最も左上のマスが全ステージ共通のスタート地点（ボンバーマンの初期位置）となる。後のステージになるほどソフトブロックの密度が上がっていく。
ステージ上のすべての敵を爆風で倒して、出口の扉の上に立つとステージクリア。ステージをクリアするごとに、ボンバーマンの残機数が増える。
ステージには制限時間があり、開始と同時に画面左上のタイマーがカウントダウンを始める。これが0になると、ステージ全体に強力な敵「ポンタン」（通常の敵と同じく倒すことはできる）が10匹出現する。ただし後のシリーズと異なり時間によってミスになることはない。
敵か爆弾の爆風に触れるとミスとなり、内部から破裂して爆死する。ステージは最初からやり直しとなり、壊したブロックや倒した敵は復元され、アイテムと扉も隠れた状態に戻される（完全復元ではなく、配置変更は行われる）。爆弾は障害物としての判定も持っており、仕掛けた場所から動くと通り道が塞がれることになる（逆にこれを利用して敵の進路を塞ぐこともできる）ため、爆弾の置き方に注意を払わないと、行き場の無いところに自ら入りこみ自爆することにもなりかねない。一度ミスすると一部のアイテムの効果がなくなってしまう。残機がなくなるとゲームオーバーだが、パスワードによるコンティニュー機能が搭載されている（後述）。残機が128を超えた状態でミスした場合もゲームオーバーとなる。
50面をクリアするとエンディング画面が流れ、その後1面へと戻る。
51面以降も内部的には存在するが、バグが多く、所定の操作をするとフリーズする場合もある。

### BGM
当時としては斬新なミニマル系。作曲者は竹間淳で、このBGMは後に様々なボンバーマンのゲームでアレンジされている。また、「ファイアーマンパネル」と「?パネル」を取得すると専用のBGMが流れる。
参考として後述の#作曲にまつわるエピソードも参照。

### ボーナスステージ
5面ごと（35面以降は39面、44面、49面クリア後）にボーナスステージになる。この面ではソフトブロックが全く無く、ボンバーマンは無敵状態で敵や爆風に触れてもやられない。制限時間内にできるだけ多くの敵を倒すのが目的で、タイマーが0になるとその場でステージが終了し、次のステージに進むことができる。

### コンティニュー
ゲームオーバーになると、「シークレットコード」と呼ばれるパスワードが表示される。これを次回プレイする時に入力すると、続きから始めることができる。パスワードは20個のアルファベット（A～Pの16文字）で構成されており、面数や一部のパワーアップだけでなく得点も記録される。本作のパスワード機能にはバグが多く、通常では遊ぶ事ができないバグ面が遊べたり、爆弾が通常とはかけ離れた火力になるパスワードが『ファミリーコンピュータMagazine』のウル技コーナーなどのゲーム雑誌に掲載されることが多かった。ただしパスワードを一文字でも間違えてしまうと消すことができなく、最初からやり直しということとなる。

## パワーアップパネル
各ステージに1つずつ隠されている。爆弾の炎を当てると消滅してしまい、パネルがあった場所から敵キャラクターが8体出現する。扉やアイテムを爆破したときに出現する敵はそのステージのアイテムの種類により決まっている。名称のあとのカッコ内の数字は登場面、解説文のあとのカッコ内が対応する敵で、敵キャラクターの詳細については後述する。アイテムは取ると1000点のボーナスになる。
火力（1・7・15・27・38）
顔のついた火の玉が描かれたアイテム。「ファイアーアップ」「ほのお」とも呼ばれる。取ると爆弾の火力（爆発時の爆風の長さ）が1ブロック分（最大5ブロック分まで）伸びる。取得後はミスをしても効果は無くならない。爆破するとオニールが出現する。
爆弾（2・5・6・11・12・17・19・23・28・32）
爆弾が描かれたアイテム。「爆弾アップ」「爆弾ストックアップ」「ボムアップ」とも呼ばれる。取るとセットできる爆弾の数が1個（最大10個まで）増える。取得後はミスをしても効果は無くならない。爆破するとバロムが出現する。
リモコン（3・8・13・20・22・24・29・33・37・41・44・48）
ハートマークの中に爆弾が描かれたアイテム。「爆破スイッチ」とも呼ばれる。取るとBボタンで爆弾を任意に爆破できるようになる。ミスするとなくなる。爆破するとコンドリアが出現する。複数個の爆弾を設置した場合は置いた順番に原則爆破されるが、例えば6個の爆弾を設置した後、2個目まで爆破した後で新たに別の場所に爆弾を設置するとその設置された爆弾の方が優先的に爆破される。
図例：）爆弾を(1)(2)(3)(4)(5)(6)（番号は置いた順番及び爆破優先順位）までを設置、その後(1)(2)だけを爆破、画面上には(3)(4)(5)(6)の爆弾が残っている状態。でここで新たに爆弾を設置するとそこは優先順位(1)となり、次に置いた爆弾が優先順位(2)となる。さらに爆弾を設置するとそれが(7)となり先ほどの設置した(6)が爆破されない限り(7)は後回しとなる。どうしても(7)を優先爆破したい場合は(1)を取りあえず爆破して一旦空白にし、(7)の横に新たに(1)を設置して(1)の誘爆で爆破させるというテクニックがある。特に敵を爆破範囲に誘導した際にこの法則を知っておかないと狙った所と違う爆弾が爆破されたり、下手をすれば逆に自分が自爆してしまうこともある。本作では一度に置ける爆弾の数が最大10個までであるため、この法則に則ると(10)の爆弾は(1)～(9)のいずれか1つでも爆弾がある場合は誘爆を除き絶対爆破されないということである。
ブーツ（4）
ローラースケートのような靴が描かれたアイテム。「スケート」「ローラーシューズ」「快速シューズ」とも呼ばれる。移動速度が初期状態のときのみ、取ると移動が速くなる。4面でしか出現しないアイテムで、これがないと一部の高速の敵に追いつかれるため、万一取得に失敗した場合は4面をやり直した方がよい。取得後はミスをしても効果は無くならない。爆破するとダルが出現する。
壁通過（10・16・31・39・42・46）
効果線のついた人の形が描かれたアイテム。「レンガすり抜け」などとも呼ばれる。取るとソフトブロックを通過できるようになる。敵と同じく、ボンバーマンも破壊されるブロックに重なっているとやられてしまうので注意が必要。ミスするとなくなる。爆破するとミンボーが出現する。
爆弾通過（9・14・18・21・25・35・43・47）
効果線のついた爆弾が描かれたアイテム。「爆弾すり抜け」「爆風通過」とも呼ばれる。取ると自分の仕掛けた爆弾を通過できるようになる。ミスするとなくなる。爆破するとオバピーが出現する。
ファイアーマン（30・36・49）
炎のような模様の中に人が描かれたアイテム。「火炎バリア」などとも呼ばれる。取ると爆風に耐えられるようになる。のちのシリーズと異なり時間制限がなく、敵に当たってミスしない限りそれ以後の面でも効果が継続するため、これがあるかないかでゲーム性が大きく変化し、敵に直接接触する以外ではミスになることがなくなる。爆破するとパースが出現する。
パーフェクトマン（26・34・40・45・50）
?マークが描かれたアイテム。「フェニックス」などとも呼ばれる。取ると30秒間だけ無敵になり、爆風及び敵の攻撃が通じなくなる。爆破するとポンタンが出現する。ちなみにこのポンタンは最高得点の敵キャラであるため、得点目当てで爆破されることもある。

## 隠れキャラクター
特定の面で、ある行動をすることで出現する得点アイテム。高得点のものほど出現させるための行動条件が難しいが、取得すると最大で2000万点という莫大な点数が入るものもある。ハドソンの他ゲームからゲスト出演しているものもある。なお、リメイク版等では版権等の都合で別のキャラクターに差し替えられているものもある。なお、一部アイテムは名前に諸説がある。
Bパネル（1万点）『スターフォース』のボーナスターゲット。出現条件は易しく、敵を全滅させないまま扉を通過すると出現。ただし出現時間は短い。6,8,14,16,22,24,30,32,38,40,46,48ステージに出現。
ゴーデス（2万点）
『スターフォース』の100万点ボーナスキャラ。正式にはクレオパトラなのだが、こちらの名称で呼ばれることが多い。出現条件は敵を全滅させた後にステージの外側を一周する。1,7,9,15,17,23,25,31,33,39,41,47,49ステージに出現。
コーラ（3万点）
「C」の字が書かれたビン。敵を全滅させないまま扉を通過し、しばらくそのまま十字キーをずっと押し続けているといつの間にか出現する。4,12,20,28,36,44ステージに出現。
ファミコン（50万点）
文字通りの初代ファミコン。敵を全滅させた後、爆弾を248発誘爆させることで出現する。ただしリモコンを取得したまま爆弾を誘爆すると、その数には入らない。3,11,19,27,35,43ステージに出現。
中本プログラマー（1000万点）
本作のプログラマーでありのちにハドソンの副社長を務めた、中本伸一の顔。ブロックを1つも壊さずに敵を全滅させると出現。2,10,18,26,34,42,50ステージに出現。
デゼニマン（2000万点）
『デゼニワールド』の主人公。敵を1体も倒さずにすべてのソフトブロックを壊し、その後扉に3回炎を当てると出現する。5,13,21,29,37,45ステージに出現。
黒ボン（0点）
特定のバグ面に登場する。

## 敵キャラクター
敵キャラは全部で8種類。のちのシリーズに比べると少ないが、その分それぞれの個性が際立っている。カッコ内は単体で倒したときの得点で、一度に複数の敵を倒すと一定の法則の元に得点が上昇する。なお本作には爆弾をすり抜けられる敵キャラは存在しない。
バロム（100点）
オレンジ色の風船のような敵。移動速度は遅くあまりプレイヤーを追いかけてくることもない。それでもいきなり方向転換したりするので、プレイヤーの能力の低いうちは侮れない。
オニール（200点）
青色でタマネギのような体形をした敵。バロムより素早く、割としつこく追いかけてくる。初登場時はかなりの強敵。
ダル（400点）
赤い樽のような形の敵。オニールより素早いが、動きは単調であまり方向転換しないため、それほど強くはない。MSX版では時おりプレイヤーを執拗に追いかけて来る場合もある。
ミンボー（800点）
円盤のような敵。移動速度はスピードアップしたボンバーマンと同じで最速クラス。加えてしつこく追いかけてくる。
コンドリア（1000点）
青いスライム状の敵。ソフトブロックを通過し、プレイヤーを正確に追いかけてくるが、移動速度が極端に遅い。敵としては弱い部類に入る。なお、ソフトブロックを通過する敵は、重なっているブロックを破壊すれば一緒に倒すことができる。MSX版ではオバピーとアルゴリズムが入れ替わっており、プレイヤーを追いかけてくることはほとんどなくなっている。
オバピー（2000点）
名前のとおり赤いお化けのような姿。ソフトブロックを通過するうえ、非常に不規則な動きをする倒しにくい敵。MSX版ではコンドリアとアルゴリズムが入れ替わっているため、執拗にプレイヤーを追いかけてくる。
パース（4000点）
トラの顔のような姿。移動速度はミンボーと同じだが、階段状に移動しプレイヤーと横(X)軸もしくは縦(Y)軸が合うと即座に方向転換し正確に追いかけてくるうえ、プレイヤーが爆弾が設置するとそこから全く逆の動作で瞬時に方向転換して逃げるような動きもする。ステージ14より初登場し以後最終ステージまで登場する。ソフトブロックは通過してこない。
ポンタン（8000点）
ミンボーに似ているが顔の表情が異なり、常に回転しながら高速で移動する。基本的な行動パターンはパースと全く同じで、さらにソフトブロックを通過するというパースの完全上位互換である最強の敵。終盤のステージのほか、タイムオーバー時にも出現する。MSX版ではバロムとほとんど変わらない速度なので、FC版より弱体化している。
なお、ソフトブロックを通過してくる敵は、アイテムや出口が隠されているソフトブロックを通過してくることはない。逆を言えばこちらが追い掛けられているのに途中で方向転換した場合、そこに隠されている確率が高いと解釈できる。特にポンタンの場合それを見極めることが非常にたやすい。

## 裏技・テクニックなど
- 火力や爆弾のパネルを取った後、わざとミスしてステージをやり直し、再度パネルを取る。これを繰り返すことでステージを進めずにパワーアップができる。
- 火炎バリアまたは無敵パネルを取った後、爆炎に当たりながらAボタンを連打するとボンバーマンを中心とした連続爆発が起こり、ほぼ無敵状態となって敵やブロックを次々と破壊できる。パネル無しでも連打が早ければそれに近い状態にはなれるが、その場合は連打を止めた瞬間に爆死する。
- ダル、ミンボー、パースのこれら3種の敵キャラはソフトブロックに挟まれるとその対象となるソフトブロックが無くならない限りその場から一切動かなくなることがあり、もちろんこの状態でも触れるとアウトだが逆にいえば爆弾で比較的安全に対処しやすくなる。また「壁通過」を持っている状態でわざと追いかけさせて寸前で壁の中へ逃げ込むとこの状況を作りやすい。
- 上記のソフトブロックの間を利用して敵を挟んで動きを封じ込める技だが、これをソフトブロックの代わりに爆弾で同じような手法をとっても応用可能で、「爆弾」（＝最低でも2個以上は必要）、「リモコン」、「爆弾通過」の3種のアイテムを所持していれば可能。しかもこちらは先述通り本作には爆弾をすり抜けられる敵キャラは存在しないため全ての敵に対して有効である。

## 主なスタッフ
- PROGRAM（プログラマー）：中本伸一
- COMPOSER（作曲）：竹間淳

## 作曲にまつわるエピソード
（出典：）
本作の作曲を手掛けた竹間淳は当時、ハドソンから作曲の依頼があった際に初めてのゲーム音楽の作曲であったため、何をしていいかすぐにはわからずファミコンをプレイしたことすらなかったため、とにかく手掛かりを掴もうといくつかのファミコン用ソフトをプレイした。その中の1つに、本作とスピンオフの関係である『ロードランナー』があり、ロードランナーが竹間のテレビゲームの原体験となり、音楽についても強い影響を受けたと語っている。
ロードランナーをプレイし、魅了された最中にゲーム内で使用されるボンバーマンの絵を見てロードランナーの敵キャラクターのものと同じであることを知った際には、大いに驚いたという。
余談だが、竹間はハドソンのスタッフに言われるまで、ロードランナーの敵キャラクターをロボットではなく、ブタだと思っていたという。